# Carmen Thalmann
Carmen Thalmann (11 settembre 1989) è un'ex sciatrice alpina austriaca.

## Biografia
Ha esordito nel Circo bianco l'8 dicembre 2004, partecipando a Gosau a uno slalom gigante valido come gara FIS e giungendo 61ª, e ha debuttato in Coppa Europa il 24 novembre 2007, ottenendo il 43º posto nello slalom gigante disputato sulle nevi finlandesi di Levi. Il 26 novembre 2008 si è aggiudicata il primo podio in Coppa Europa, a Trysil in slalom gigante (3ª), e il giorno successivo la prima vittoria, in slalom speciale; un mese dopo ha debuttato in Coppa del Mondo, nello slalom di Semmering del 29 dicembre, non riuscendo a concludere la prima manche.
Ha fatto parte del sestetto vincitore della gara a squadre ai Mondiali di Schladming 2013, sua prima presenza ai Campionati mondiali; il 28 gennaio 2014 ha ottenuto a Sestriere in slalom gigante la sua ultima vittoria, nonché ultimo podio, in Coppa Europa. Ai successivi Mondiali di Vail/Beaver Creek 2015, suo congedo iridato, è stata 7ª nello slalom speciale e il 19 dicembre dello stesso anno ha colto a Lienz in slalom speciale il suo miglior piazzamento in Coppa del Mondo (4ª).
Si è ritirata al termine della stagione 2017-2018; la sua ultima gara in Coppa del Mondo è stata lo slalom speciale di Åre del 17 marzo (16ª) e la sua ultima gara in carriera è stata lo slalom speciale dei Campionati mondiali militari 2018, il 29 marzo a Pampeago, chiuso dalla Thalmann al 6º posto.

## Palmarès

### Mondiali
- 1 medaglia:
  - 1 oro (gara a squadre a Schladming 2013)

### Coppa del Mondo
- Miglior piazzamento in classifica generale: 31ª nel 2016

#### Coppa del Mondo - gare a squadre
- 1 podio:
  - 1 terzo posto

### Coppa Europa
- Miglior piazzamento in classifica generale: 4ª nel 2009
- 21 podi:
  - 4 vittorie
  - 5 secondi posti
  - 12 terzi posti

#### Coppa Europa - vittorie
| Data             | Località   | Paese    | Specialità |
| ---------------- | ---------- | -------- | ---------- |
| 27 novembre 2008 | Trysil     | Norvegia | SL         |
| 29 novembre 2008 | Funäsdalen | Norvegia | SL         |
| 10 marzo 2011    | Soldeu     | Andorra  | SL         |
| 28 gennaio 2014  | Sestriere  | Italia   | GS         |

Legenda:

GS = slalom gigante

SL = slalom speciale

### Nor-Am Cup
- Miglior piazzamento in classifica generale: 37ª nel 2012
- 1 podio:
  - 1 terzo posto

### Campionati austriaci
- 8 medaglie[1]:
  - 2 ori (supercombinata nel 2010; slalom speciale nel 2015)
  - 4 argenti (combinata nel 2009; slalom speciale nel 2010; slalom speciale nel 2012; slalom speciale nel 2013)
  - 2 bronzi (slalom speciale nel 2011; slalom gigante nel 2015)